# Коржов, Даниил Трофимович
Даниил Трофимович Коржов (1902—1943) — красноармеец Рабоче-крестьянской Красной Армии, участник Великой Отечественной войны, Герой Советского Союза (1944).

## Биография
Даниил Коржов родился в ноябре 1902 года в селе Николаевка (ныне — Волчанский район Харьковской области Украины). Получил начальное образование. В 1924—1927 годах проходил службу в Рабоче-крестьянской Красной Армии. В 1941 году Коржов повторно был призван на службу в армию. С октября 1942 года — на фронтах Великой Отечественной войны. К сентябрю 1943 года гвардии красноармеец Даниил Коржов был сабельником 60-го гвардейского кавалерийского полка 16-й гвардейской кавалерийской дивизии 7-го гвардейского кавалерийского корпуса 61-й армии Центрального фронта. Отличился во время битвы за Днепр.
28 сентября 1943 года Коржов под массированным вражеским огнём одним из первых в полку переправился через Днепр в районе села Лопатни Репкинского района Черниговской области Украинской ССР и принял активное участие в боях на плацдарме на его западном берегу. Пулемётным огнём он уничтожил группу немецких солдат, пытавшихся сорвать переправу полка. В ноябре 1943 года Коржов пропал без вести.
Указом Президиума Верховного Совета СССР «О присвоении звания Героя Советского Союза генералам, офицерскому, сержантскому и рядовому составу Красной Армии» от 15 января 1944 года за «образцовое выполнение боевых заданий командования на фронте борьбы с немецкими захватчиками и проявленными при этом отвагу и геройство» гвардии красноармеец Даниил Коржов был удостоен высокого звания Героя Советского Союза. Также был награждён орденами Ленина и Красной Звезды.